# Leandro París
Leandro Ismael Paris Jimenez (né le 16 février 1995 à Mendoza) est un athlète argentin, spécialiste du demi-fond.
Il porte son record personnel sur 800 m à 1 min 47 s 18 lors des Ibéro-Américains, à Rio de Janeiro (Estádio Olímpico), le 14 mai 2016, avant de devenir champion sud-américain espoirs en 2016, puis champion sud-américain à Luque le 24 juin 2017. Il bat son record en séries des Championnats du monde 2017, en 1 min 47 s 09.